# 次はいいよね、先輩
『次はいいよね、先輩』（つぎはいいよね、せんぱい）は、梅澤麻里奈による日本の漫画作品。『Sho-Comi』（小学館）2021年第15号から連載されている。同誌2021年24号では第2話と第3話が、2022年20号では第15話と第23話がボイスコミック化されている。2024年3月時点で部数が100万部を突破している。

## 制作背景
作者はずっと社会人の年下男子が描きたいと思っていたが、掲載誌的に高校生の年下男子となった。キャラは作者の「好き」を少しずつ詰め込んでいる。タイトルに深い意味はないが、年下に何かされる、という期待感を込めたタイトルにしたという。

## あらすじ
花咲真緒は、突然いなくなった彼氏、和泉を探すために学校を休み、留年してしまった。サッカー部の部員のために、和泉が昔使っていたロッカーを片付けることになったが、どうしても和泉のことが忘れなくて陰で泣いていた。その様子を生意気な部活の後輩、蜂谷瞬にみられ、「青春やり直そう」と告白される。
真緒はすぐに答えられず、2週間の猶予をもらう。絶対に好きになることはないと思っていたが、2週間後、蜂谷を選ぶことになる。

## 登場人物
声の項はボイスコミックの声優。
花咲 真緒（はなさき まお）
声 - 赤﨑千夏
この漫画のヒロイン。突然消えた彼氏を探して、出席日数が足りなくなって留年した。サッカー部のマネージャー。
蜂谷 瞬（はちや しゅん）
声 - 斉藤壮馬
この漫画のヒーロー。高2。真緒のことが好き。
宇佐美 瑠奈（うさみ るな）
声 - 篠原侑
高1。彼氏をつくるためにサッカー部のマネージャーになった。
高蝶 速人（たかちよ はやと）
声 - 八代拓
高3。
和泉 遊馬（いずみ ゆうま）
声 - 田丸篤志
高3。真緒の元彼氏。突然学校に来なくなってしまった。彼の失踪が物語の発端となる。

## 書誌情報
- 梅澤麻里奈 『次はいいよね、先輩』 小学館 〈フラワーコミックス〉、既刊12巻（2025年2月26日現在）
  1. 2021年10月26日発売[13][14]、ISBN 978-4-09-871539-8
  2. 2022年1月26日発売[15]、ISBN 978-4-09-871611-1
  3. 2022年4月26日発売[16]、ISBN 978-4-09-871676-0
  4. 2022年7月26日発売[17]、ISBN 978-4-09-871734-7
  5. 2022年8月26日発売[18]、ISBN 978-4-09-871739-2
  6. 2022年12月26日発売[19]、ISBN 978-4-09-871829-0
  7. 2023年3月24日発売[20]、ISBN 978-4-09-872063-7
  8. 2023年7月26日発売[21]、ISBN 978-4-09-872106-1
  9. 2023年10月26日発売[22]、ISBN 978-4-09-872201-3
  10. 2024年2月26日発売[23]、ISBN 978-4-09-872469-7
  11. 2024年8月26日発売[24]、ISBN 978-4-09-872588-5
  12. 2025年2月26日発売[25]、ISBN 978-4-09-872781-0